# Erhard Altdorfer
Erhard Altdorfer (Erhart Altdorfer ou Erhard Altdorffer), né vers 1480 à Ratisbonne et mort en 1561 à Schwerin, est un peintre, enlumineur et un architecte allemand.

## Biographie
Erhard Altdorfer est considéré comme étant le frère d'Albrecht Altdorfer. Ce dernier le mentionne dans son testament, daté du 12 février 1538, comme citoyen de Schwerin. Il est peintre de la cour du duc Henri le Pacifique de Mecklembourg et, en 1512, année où il apparaît pour la première fois, il accompagne ce dernier à Wittenberg lors du voyage pour le mariage de la princesse Catherine avec le duc Henri de Saxe-Freiberg. Il est actif jusqu'en 1561.